# 安田英治
安田 英治（やすだ えいじ、1936年 -2013年 ）は、日本の空手家。極真空手七段。東京都出身。大山道場で師範代を務めた。

## 来歴
高校生の時に、浅草の剛柔流本部で大山倍達と初めて出会った。その頃、大山の道場は目白に野天道場を開いていた。安田は顔を出す程度の出入りだったのが、1956年に大山は池袋の立教大学裏に道場を移す。安田は学習院大学空手道部にも所属していたが、掛け持ちで大山道場に通い出し、自らの稽古を重ねた。そして石橋雅史や黒崎健時と共に師範代として、門下生を指導する立場になった。大山茂・岡田博文・渡辺一久・春山一郎・大山泰彦・千葉真一・郷田勇三・中村忠・加藤重夫・大沢昇ら、後の極真会館を担っていく面々を指導、育成した。株式会社安田通商を設立してからは道場の指導を離れたが、極真会館の相談役を務めていた。2013年死去。
大山茂は「入門した時に3人の大先輩（『華麗で柔の組手の実践者』の石橋。『剛の組手』をした黒崎。そして『予告前蹴り』の安田）がいたが、 (安田さんと同年齢である) 自分にとって『追いつきたかった先輩』だった」と語っている。

## 組手スタイル
正拳突き・裏拳あご打ち・掌底・背刀打ち・前蹴り・金的蹴りを多用し、特に前蹴りは事前に「前蹴りやるぞ」と相手に伝えておいても、防げないほどの威力とスピードがあったという。ある日、大山道場によく出入りしていた太気拳創始者澤井健一が、次々と拳法の動きで初段クラスの3、4人の門下生を、あっという間に倒した。大山倍達は「このままではまずい」と思い、安田に澤井と組手をさせる事にした。行う前に大山は安田へ近づき、ボソッと「当てて構わん」と言った。そして組手が始まり、安田の前蹴りで澤井は腸断裂の重傷を負ったという逸話がある。なお、その様子は偶然、道場に居合わせた記者の手により写真に収められ、大山倍達の処女作〈What is Karate？ (初版)〉に掲載されている。

## ケンカ十段の異名
劇画空手バカ一代で、ケンカ十段という異名と池袋で10数人とケンカした武勇伝を、原作者の梶原一騎は芦原英幸のものとして紹介したが、後年、男の星座で、実は安田英治の事だと訂正し、誌面で発表している。実際のところ、安田によるとケンカした場は池袋ではなく浅草で、友人が7、8人のヤクザにからまれていた事からケンカが始まり、あとからヤクザに助っ人が10人ほどきて、大騒ぎになったという。
大山倍達はその喧嘩ぶりと強さを「安田英治は強かった。学生チャンピオンでもあった。同時に喧嘩のコツを心得ていたし、喧嘩におけるところの阿吽の呼吸をよく理解していた。彼の喧嘩についての考え方を聞いた事があるが、喧嘩におけるところの美学、芸術としての喧嘩を考えていた。浅草の喧嘩は六区ができて以来、初めてだという大きな喧嘩だった。なにしろ警察が感心するほどに鮮やかだった。普通、喧嘩というと、互いに血を流して修羅場のような状況になるが、安田は素手で戦って、自分も相手も殆ど血を流さなかった。これが本当の喧嘩だろう。喧嘩というものは、相手に血を流させないで、気絶をさせて勝つものだ。それが喧嘩の美学である。安田英治の喧嘩がまさにそれだった。彼と同じころ入門し、同じ歳で体重も身長も同じ人間がいたが、組手をやらせたら大人と子供であった。全く問題にならない。それほど強かった」と評している。